# Mojca Kleva
Mojca Kleva (ur. 30 marca 1976 w Koprze) – słoweńska polityk i politolog, deputowana do Parlamentu Europejskiego VII kadencji.
Ukończyła studia z zakresu nauk politycznych. W 1999 została radną gminy miejskiej Koper. Zajmowała się działalnością na rzecz równości płci. W 2002 została zatrudniona w administracji Parlamentu Europejskiego jako konsultant w grupie socjalistycznej. Później pracowała w krajowym parlamencie, od 2009 pełniąc funkcję przedstawiciela Zgromadzenia Narodowego przy PE.
W 2011 jako przedstawicielka Socjaldemokratów objęła mandat posłanki do Parlamentu Europejskiego VII kadencji, zastępując Zorana Thalera. W PE została członkinią grupy Postępowego Sojuszu Socjalistów i Demokratów.